# Tromsøysundet
Tromsøysundet (en norvégien) ou Romssanuorri (en Sami du nord), est un détroit du comté de Troms en Norvège.

## Description
Il mesure 11 km de long et sépare l'île de Tromsøya du continent à l'est de l'île. Il est traversé par le Tromsøysund Tunnel (Route européenne 8) et par le pont de Tromsø. Le détroit a une largeur comprise entre 600 m et 3 km. Il rejoint au sud le Balsfjorden et au nord les détroits de Kvalsundet et Grøtsundet.